# 南峇山

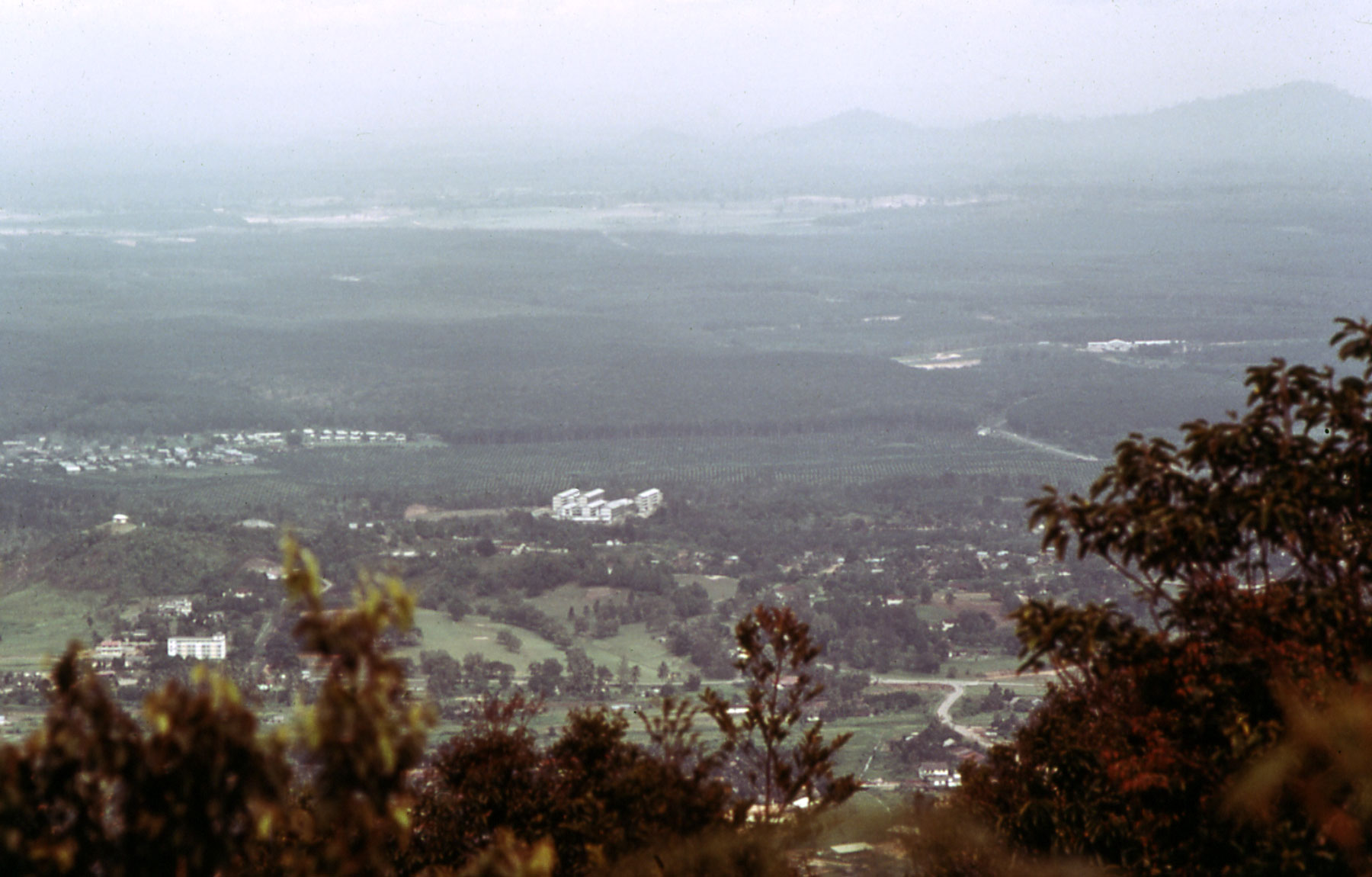
从南峇山望向居銮。

南峇山位于马来西亚柔佛州居銮，座落在居銮市东侧约5公里处，主峰高度海拔510米。那里的森林保留地是当地的旅游景点。

## 简介
南峇山的山路径清晰，适合初次攀爬热带山林的旅客。山可分为南山和北山，各有一条山道，登山者可选择其中一条路径，也可以同时攀北、南两峰和两个小峰，全程需时2到4个小时。北山后山有一棵圆周十多人的黄叶子巨树，是南峇山的亮点。前往后山的山路上，可见山藤和双层飞瀑。
其中北山山高海拔505米，可由度假村水池旁的洋灰道，经情人桥和石山水道到半山，或由度假村后山路直上半山。半山宽阔的平台矗立着一座“欢迎登上南峇山”的牌楼，还有一座“茶亭”，石凳石桌，山水水喉，两个水池。
北峰顶约500平方呎的光秃秃土地，向东可俯瞰丰盛港路工业区和山林，西边因被大树遮挡，无法看见居銮市容。
南山和北山同样高度，较隐蔽。从度假村水池旁右拐，即是登南山的山径，一路上有许多树木，山顶大树林立。
南峇山位于令金森林保护区内，山区里热带木种繁多，可在当地找到东革阿里，一种罕见可用药的树木。
山腳斜坡也设有休闲中心。休闲中心由10餘座獨立小樓和一個泳池组成。